# Cerkev Matere Božje, Brinjeva gora
Cerkev Matere Božje na Brinjevi gori je podružnična cerkev župnije Zreče.

## Zgodovina
Cerkev so začeli graditi leta 1769, ko so zgradili kapelo, sedanji prezbiterij, leta 1830 pa še ladjo.

## Notranjost cerkve
Za glavnim oltarjem je v prezbiteriju še ohranjena freska iz časa gradnje, ki je nadomeščala oltar. Gre za delo slikarja Antona Lerchingerja. Kasnejši glavni oltar iz leta 1872 je delo celjana Ignacija Oblaka. Gre za baročno oltarno kompozicijo, ki jo sestavljajo sv. Jožef, sv. Joahim, sv. Zaharija in  sv. Ana (ti svetniki so naslikani tudi na freski v delu cerkve za glavnim oltarjem). Oltarne Marijine podobe, ki je bila iste starosti kot cerkev in so jo oblačili, podobna pa je bila Višarski Materi božji, ni več. Nadomešča jo preprosto delo domačega mojstra Bena Celcerja iz Oplotnice.
V cerkvi sta še dva stranska oltarja, eden od njiju prikazuje Marijino zaroko in kronanje, na drugem na južni strani pa je sv. Anton Puščavnik s palico, križem in zvončkom, knjigo in prašičkom na večji sliki. Na južni strani ima cerkev prizidano zakristijo, na zahodni strani nad pevskim korom je pozidan zvonik, v katerem so štirje zvonovi. V cerkvi se nahajajo votivni predmeti, ki se jih prenaša okoli oltarja za srečo pri živini in v zdravju. Freske z rožnovenjskimi motivi iz leta 1911, po načrtih Avguština Stegenška, so delo Matije Bradaška in njegovega sina Matija. Kovani daritveni oltar in ambon, ki ju je izdelal kovaški mojster Ivan Šrekl iz Zreč, po načrtih sina Jožeta, sta bila v uporabi do leta 2019. Sedanji daritveni oltar z ambonom je po načrtih arhitekta Petra Požauka izdelal mizarski mojster Franc Cep.  

### Cerkvene orgle
Cerkvene orgle iz leta 1840 se po obliki omare, tipk, izdelavi traktur in sapnic lahko primerjajo s tistimi pri cerkvi sv. Ane v Slovenskih Konjicah, ki jih je izdelal Karl Schehl iz Gradca. Iz ohranjenega zapisa v Šentjurju, o firmi »Schehl-Krajnc v Grazu« je razvidno, da sta orglarja delala skupaj.

## Romanja
Glavni romarski shodi so na binkoštni popoldan, na binkoštni ponedeljek in na zahvalno nedeljo, sicer pa je lepa nedelja na Mali šmaren v septembru.

## Galerija
- glavni oltar
- cerkvene orgle